# Valenciennes Hainaut Hockey Club
Les Diables rouges de Valenciennes sont un club de hockey sur glace basé à Valenciennes en France. L'association Valenciennes Hainaut Hockey Club  évolue en Division 1 depuis 2023. 

## Historique
A sa création en 1971, l’équipe s’appelait «Valenciennes Skating Club ». Rapidement son nom change en avril 1971 pour devenir « Valenciennes Sports Et Patinage » (V.S.E.P.) puis devient ensuite en 1975 « Club Valenciennois pour le Développement des Sports de Glace » (C.V.D.S.G.).
Lors de la saison 2016-17, Valenciennes tombe en quatrième division française (désormais appelée D3) avant de remonter en troisième division (D2) en 2017. Après six saisons en troisième division française, Valenciennes retrouve la deuxième division (D1) en 2023.

## Palmarès
- Championnat de France Division 2 (1)
  - Champion : 1991

## Histoire de l'équipe

### Les logos

Logo actuel depuis 2022.

### Effectif
| No    | Nom                  | Nat. | Position       | Arrivée                                   |
| ----- | -------------------- | ---- | -------------- | ----------------------------------------- |
| +039, | Tonin Caubet         |      | Gardien de but | 2024 - Dragons de Rouen                   |
| +055, | Raphaël Chateauvieux |      | Gardien de but | 2023 - Prêt - Amiens hockey élite         |
| +006, | Maxwell Roth         |      | Défenseur      | 2024 - Hockey Club de Caen                |
| +011, | Mathieu Buttin – A   |      | Défenseur      | 2020 - Hockey Club Morzine-Avoriaz        |
| +014, | Thomas Malhouitre    |      | Défenseur      | 2024 - Railers de Worcester               |
| +027, | Xavier Blanchy       |      | Défenseur      | 2024 - Épinal Hockey Club                 |
| +069, | Louis Mundubletz     |      | Défenseur      | Formé au club                             |
| +074, | Peter Grincourt      |      | Défenseur      | 2024 - Hockey Club de Caen                |
| +080, | Marcus Karlsson      |      | Défenseur      | 2024 - Wings HC Arlanda                   |
| +093, | Maxime Bataillé      |      | Défenseur      | 2024 - Hockey Club Neuilly-sur-Marne 93   |
| +005, | Anatole De Mali      |      | Attaquant      | 2024 - Prêt - Amiens hockey élite         |
| +010, | Jules Renault        |      | Attaquant      | 2024 - Grenoble métropole hockey 38       |
| +013, | Clément Garrido - A  |      | Attaquant      | 2024 - Hockey Club choletais              |
| +016, | Victor Breton        |      | Attaquant      | 2023 - Épinal Hockey Club                 |
| +022, | Kévin Altidor – C    |      | Centre         | 2024 - Remparts de Tours                  |
| +037, | Dmytro Danylencho    |      | Centre         | 2024 - HC Kaunas City                     |
| +071, | Reilly Moran         |      | Attaquant      | 2024 - Université de St. Lawrence         |
| +077, | Lévy Raux            |      | Attaquant      | 2024 - Club des hockeyeurs roannais       |
| +082, | Jesse Sutton         |      | Centre         | 2024 - Telford Tigers                     |
| +091, | Patrik Jääskeläinen  |      | Attaquant      | 2024 - Hockey Club Neuilly-sur-Marne 93   |
| +096, | Thomas Vandeputte    |      | Attaquant      | 2024 - Prêt - Amiens hockey élite         |
|       | Noa Besson           |      | Attaquant      | 2024 - Prêt - Amiens hockey élite         |
|       | Marek Matej          |      | Attaquant      | 2024 - Lions de Wasquehal Lille Métropole |